# Tibor Gergely
Tibor Gergely (geboren 3. August 1900 in Budapest, Österreich-Ungarn; gestorben 13. Januar 1978 in New York City) war ein ungarisch-amerikanischer Buchillustrator von Kinderbüchern.

## Leben
Im Budapester Sonntagskreis, einem Treffen vornehmlich jüdischer Intellektueller, wie Georg Lukács, Karl Mannheim, Arnold Hauser, Béla Balázs, und auch der Literatin Anna Lesznai, war Gergely im Jahr 1919 der jüngste Teilnehmer. Sein Zeichentalent nutzte er, um Karikaturen der Diskutanten zu skizzieren, das Skizzenbuch befindet sich heute im „Hatvany Lajos Múzeum“. Nach der Niederschlagung der Ungarischen Räterepublik  emigrierte er 1921 nach Wien, wo er kurzzeitig Kunst studierte und die fünfzehn Jahre ältere Anna Lesznai und er heirateten. 
In Wien wurde er Karikaturist in Siegmund  Bosels Tageszeitung Der Tag und war 1923 Mitbegründer des Wiener Marionettentheaters „Gong“. Gergely und Lesnai wurden in den Hagenbund aufgenommen. Unter einer liberaleren ungarischen Regierung kehrten beide 1931 nach Budapest zurück. Dort wurde er auch Mitglied der Neuen Künstlervereinigung KÚT. Zur Sommerfrischzeit hielten sie sich auf Lesznais Landsitz in der Slowakei auf.
Wegen der politischen Repression und des Antisemitismus wanderten beide 1939 in die Vereinigten Staaten aus. Gergely gestaltete nun die Titel von Zeitschriften wie The New Yorker. Er erhielt in New York City eine Stelle an der Steinhardt School of Education. Er brach mit seiner Laufbahn als freischaffender Maler und wandelte sich im Paperback-Verlag Simon & Schuster zum Illustrator von Kinderbüchern, sowohl von Einzeltiteln, als auch in der Serie der Little Golden Books, von denen er über siebzig Bücher illustrierte. Die Titel Tootle the Engine und Scuffy the Tugboat gehörten noch 2001 zu den meistverkauften englischsprachigen Büchern aller Zeiten.
Gergelys Ölgemälde aus seiner europäischen Zeit fanden sich erst in seinem Nachlass.

## Ausstellungen
- Hagenbund Wien, 1926
- Tamás Galéria Budapest, 1936
- Fairleigh Dickinson University, 1986
- Schloss Halbturn, Hagenbund Ausstellung 1993

## In deutscher Sprache herausgegebene Bücher
- Arthur Rundt: Amerika ist anders, Berlin : Volksverband d. Bücherfreunde, Wegweiser-Verlag 1926
- Annie North Bedford: Festtag auf dem Bauernhof, Reinbek bei Hamburg : Carlsen 1977, ISBN 3-551-06133-5
- Barbara Shook Hazen: Die Arche Noah, Reinbek bei Hamburg : Carlsen 1978, ISBN 3-551-06143-2
- Gertrude Crampton: Der kleine rote Dampfer, Reinbek bei Hamburg : Carlsen 1979, ISBN 3-551-06149-1
- Miryam Yardumian: Der fröhliche Mann und sein Laster, Reinbek bei Hamburg : Carlsen 1982, ISBN 3-551-06162-9
- Katharina u. Byron Jackson: Happy Figurenbuch, Aarau : Sauerländer 1952
- Katharina u. Byron Jackson: Waldi, der kleine Wachhund, Ein Goldenes Kinderbuch Nr. 5, Aarau : Sauerländer 1952
- Miryam Yardumian: Die lustige Autofahrt, Ein Goldenes Kinderbuch Nr. 7, Aarau : Sauerländer 1952
- MacCallum tells funny stories, München : R. Piper & Co. 1929 / Zürich : Rascher, 1949
- Joseph A. Davis: 365 Tiere v. A bis Z : Mein großes Zoo-Lexikon , Dt. v. Annemarie von Hill. Stuttgart, Zürich : Delphin-Verl. 1972
- Was Tiere können : Tier-Rekorde in Bildern u. Zahlen, Dt. von Annemarie von Hill . Stuttgart ; Zürich : Delphin-Verl. 1972
- Mein grosses Vogel-Lexikon : 350 Vögel aus aller Welt, Text von Annemarie v. Hill Stuttgart ; Zürich : Delphin-Verl. 1977
- Ein Tag voller Arbeit, Reinbek bei Hamburg : Carlsen 1976, ISBN 3-551-08202-2.